# Rimacollus rojasi
Rimacollus rojasi är en stekelart som beskrevs av Marsh 2002. Rimacollus rojasi ingår i släktet Rimacollus och familjen bracksteklar. Inga underarter finns listade i Catalogue of Life.